# Renato Pozzetto
Renato Pozzetto (* 14. července 1940 Laveno-Mombello) je italský komik. Jako student milánské techniky vytvořil dvojici s Cochi Ponzonim, jejich vystoupení provokovala satirou a absurdním humorem. V roce 1965 začal vystupovat v milánském Derby klubu s kabaretní skupinou Gruppo motore. Spolupracoval také s písničkářem Enzem Janaccim, který pro něj a Ponzoniho složil hit „E La Vita, La Vita“. V sedmdesátých letech se prosadil v televizi a filmu jako představitel zemitých lidových typů. V roce 1975 získal cenu Nastro d'Argento pro nejlepšího debutanta ve filmu Per amare Ofelia. Hlavní roli hrál v komedii režisérské dvojice Castellano & Pipolo Nástrahy velkoměsta. S Paolem Villaggiem účinkoval ve filmu Bláznivá komedie, který se dočkal dvou pokračování. Píše scénáře, režíroval filmy Já jsem tygr, ty jsi tygr, on je tygr, Letec z Aquiloni a Táta je kněz!, působil i v dabingu. Proslul jako amatérský automobilový závodník.

## Filmografie
- 1974 Policistka
- 1975 Due cuori, una cappella
- 1975 Opatrovnice dětí
- 1975 Po půlnoci to roztočíme
- 1975 V jakém znamení ses narodil?
- 1976 Bílé telefony
- 1976 Gianluca a Luigi
- 1977 Tak například my
- 1977 Tři tygři proti třem tygrům
- 1977 Velké vyváření
- 1977 Úderné čety
- 1978 Já jsem tygr, ty jsi tygr, on je tygr
- 1980 Cukr, med a feferonka
- 1980 Jsem fotogenický
- 1980 La patata bollente
- 1981 Moje žena je čarodějnice
- 1981 Nessuno e perfetto
- 1982 Panna nebo orel
- 1982 Porca vacca
- 1983 Chudáček boháč
- 1989 Burro
- 1984 Nástrahy velkoměsta
- 1985 È arrivato mio fratello
- 1985 Jeden horší než druhý
- 1986 Obchodní domy
- 1987 Letec z Aquiloni
- 1987 Luxusní prázdniny
- 1990 Bláznivá komedie
- 1991 Poldové v akci
- 1992 Dva společníci
- 1992 Ricky a Barabáš
- 1995 Kašlu na všechno
- 1996 Táta je kněz!
- 2009 Oggi sposi
- 2015 Ma che bella sorpresa